# Notoperata diversa
Notoperata diversa är en nattsländeart som beskrevs av Arturs Neboiss 1982. Notoperata diversa ingår i släktet Notoperata och familjen långhornssländor. Inga underarter finns listade i Catalogue of Life.